# 少精液症
少精液症（Hypospermia）是指男性在射精時，精液量少於1.5 ml的症狀，和精液過剩症（精液量多於5.5毫升）是相反的症狀。少精液症和少精子症不同，後者是指精子濃度太低的症狀。
男性正常情形下（沒有因為前次性行為而排空精液，而且有足夠的性刺激），射精量在1.5-6 ml之間，不過這也隨心情、身體情形及性行為情形而不同。精子細胞佔精液體積的1%。少精液症只有伴隨著少精子症一起出現時，才會視為是男性不育症的風險因素之一。美國國立衛生研究院定義少精液症是在至少二次的精液分析中，精液體積都少於2 ml。
精液中出現高濃度的果糖是正常現象，精液中絕大部份的果糖是由精囊分泌的。精液體積中很大部份是由精囊所分泌，使得精液維持鹼性。若精液中果糖過低，表示攝護腺通路有問題，而精液低pH值則和精囊的疾病有關。精漿中有70%是由精囊所分泌，因此精囊堵塞也會使精液的量變少。

## 體徵及症狀
少精液症最常見的體徵是射精時的精液量少。若連續二次的精液分析，其精液量都少於2.0 mL，即可確認是少精液症。若少精液症是因為逆行射精所造成，其體徵會包括射精後有尿液渾濁的現象。

## 預防
有研究比較感染人類乳突病毒（HPV）的男性和其他男性的精液（美國有7900萬人感染人類乳突病毒）。研究指出沒有感染人類乳突病毒的男性，其精子有活力，功能正常的比例比較高，其精子濃度也比較高。此研究認為未罹患人類乳突病毒（或是已接種疫苗）的人有生育的比率比已罹患人類乳突病毒（或是未接種疫苗）的人要高。醫院、診所以及大部份的藥房都有針對HPV的加衛苗疫苗，一共是三劑，理想是在11歲到12歲接種，男孩和女孩都可以接種，依照美國疾病管制與預防中心（CDC）的指南，到45歲之前都可以接種。